# 斯維塔諾克 (切爾尼戈夫區)
52°2′22″N 31°22′25″E / 52.03944°N 31.37361°E
斯維塔諾克（烏克蘭語：Світанок）是烏克蘭北部切爾尼希夫州切爾尼希夫區霍羅德尼亞市鎮的村莊，面積0.4平方公里，海拔高度157米，2001年人口47，人口密度每平方公里117.5人。